# Dunipace
Dunipace est un village du Royaume-Uni situé en Écosse dans le council area de Falkirk. Selon le recensement de 2001, il compte 2 441 habitants.